# Hendschels Luginsland
Die monografische Reihe Hendschels Luginsland sind Reiseführer, die zwischen 1910 und 1914 in Frankfurt am Main im Verlag M. Hendschel (Expedition von Hendschels Telegraph) erschienen.

## Beschreibung
Das ursprüngliche Konzept der einzelnen Ausgaben beruht auf der Beschreibung herausgehobener Sehenswürdigkeiten entlang von Reiserouten mit der Eisenbahn, auf Fernstraßen oder bedeutenden Schifffahrtslinien. Für spätere Ausgaben nahmen deren Autoren auch bekannte Wanderrouten zur Grundlage. Die Reihe richtete sich an Leser, deren Reiseinteresse im Besuch von Kunstwerken und Architekturdenkmälern bestand sowie für ausgewählte Landschaftsbilder empfänglich waren. Zudem entsprachen die Darstellungen dieser Reihe einem Trend, in dem sich Menschen gegenüber relativ neuen und selbst erfahrbaren Techniken aufgeschlossen zeigten, wie die Fotografie und dem sich entwickelnden Personenverkehr des Eisenbahnwesens. Die Reihe verband Eindrücke aus der Natur und der heimatlichen Kunst zu einem empfohlenen Reiseerlebnis. Diese Ausrichtung entsprach auch anderen Verlagsprodukten, wie dem Hendschel’s Telegraph. Dieser war ein Eisenbahnkursbuch für Deutschland, Österreich und die Schweiz, das auf eine traditionsreiche und bis 1848 zurückreichende verlegerische Tätigkeit aufbaute.
Die meisten einzelnen Ausgaben der Reihe Hendschels Luginsland stammen von verschiedenen Autoren. Je nach Seitenumfang erschienen die Werke als Broschuren oder industriell gefertigte Bucheinbände. Die illustrative Ausstattung der Bände besteht im Wesentlichen aus Schwarzweiß-Abbildungen mit Ansichten von Städten, Gebäuden und Architekturdetails sowie beachtlichen Naturmotiven. Die einzelnen Ausgaben enthalten farbige Übersichtskarten der beschriebenen Regionen. 

## Erscheinungsverlauf
Erschienen sind folgende Ausgaben (Erscheinungsjahr der Erstausgabe in Klammer):
- Band 1. Josef Sack: Frankfurt a.M. – Bebra – Halle – Berlin. Frankfurt a.M. – Leipzig über Eisenach oder Nordhausen. (1910)
- Band 2. Wilhelm Köhne: Frankfurt a.M. – Würzburg. Ansbach – München über Ingolstadt oder Augsburg. (1910)
- Band 3. Joseph August Lux: Berlin – Leipzig – Hof – Regensburg – München – Lindau. (1910)
- Band 4. Hans Mühlstädt: Brennerbahn. München – Kufstein – Innsbruck – Bozen – Meran. (1910)
- Band 5. Hans Mühlstädt: Dolomitenstraße. Toblach – Cortina – Bozen, Predazzo – San Martino. (1910)
- Band 6. Joseph August Lux: Tauernbahn. Salzburg – Badgastein. Villach – Triest. (1910)
- Band 7. Karl Schwarzlose: Berlin – Halle – Bebra. Frankfurt a.M. Leipzig – Frankfurt a.M. über Eisenach oder Nordhausen. (1910)
- Band 8. Hans Biendl: Brennerbahn. Innsbruck – Bozen – Verona. Bozen – Meran, Mori – Arco – Riva. (1910)
- Band 9. Jakob Christoph Heer: Gotthardbahn. Luzern – Bellinzona – Lugano – Mailand. Zürich – Mailand. (1910)
- Band 10. Paul Lindenberg: Cöln – Aachen – Lüttich. Brüssel – Ostende, Blankenbergh. Cöln – Mecheln – Antwerpen. (1910)
- Band 11. Jakob Christoph Heer: Rhätische Bahn. Landquart – Davos – Filisur. Chur – St. Moritz – Pontresina. Chur – Reichenau – Ilanz. (1910)
- Band 12. Ernst Guggenheim: Berlin – Hannover – Dortmund. Duisburg – Düsseldorf. Cöln über Gelsenkirchen – Oberhausen oder Essen. (1910)
- Band 13. Carl Oestreich: Frankfurt a.M. – Mainz – Coblenz – Cöln. Frankfurt a.M. – Wiesbaden – Cöln. (1910)
- Band 14. Hans Mühlstädt: Genfer See – Chamonix – Montblanc. (1910)
- Band 15. Hans Biendl: Arlbergbahn. Innsbruck – Landeck – Bregenz. Lindau – Friedrichshafen. Konstanz. (1910)
- Band 16. Hans Biendl: Wien – Semmering – Bruck – Graz – Marburg – Laibach – Triest. (1910)
- Band 17. Ferdinand Kuhl: Frankfurt a.M. – Heidelberg – Karlsruhe – Freiburg – Basel. (1910)
- Band 18. Richard Schwemer: Frankfurt a.M. Worms – Straßburg – Basel. Frankfurt a.M. – Mannheim – Straßburg – Basel über Lauterburg oder Weißenburg. (1911)
- Band 19. August Höfer: Frankfurt a.M. – Mainz – Bingerbrück – Metz – Nancy. (1910)
- Band 20. Karl Schwarzlose: Wien. Budapest – Belgrad. Sofia – Adrianopel. Konstantinopel. (1912)
- Band 21. Karl Schwarzlose: Wien – Budapest. Budapest – Predeal – Bukarest über Arad oder Kolozsvár. Budapest – Vêrciorova – Bukarest. Bukarest – Konstantinopel. (1912)
- Band 22. Walther Schulte vom Brühl: Schwarzwaldbahn. Frankfurt a.M. – Heidelberg – Karlsruhe. Baden-Baden – Offenburg – Triberg. Konstanz. Mannheim – Konstanz. (1911)
- Band 23. Arthur Rehbein: Frankfurt a.M. – Heidelberg – Stuttgart – Ulm – Friedrichshafen. Mannheim – Stuttgart – Ulm – Friedrichshafen. (1911)
- Band 24. Albert Herzog: München. Augsburg – Ulm – Stuttgart. Karlsruhe – Baden-Baden. Straßburg. (1911)
- Band 25. Hans Grimm: Straßburg. Nancy – Toul – Châlons – Épernay. Paris. Metz – Châlons – Paris. (1911)
- Band 26. Albert Herzog: Höllentalbahn. Freiburg – Donaueschingen – Singen. Basel – Säckingen – Schaffhausen – Singen – Konstanz. (1911)
- Band 27. Joseph August Lux: Dalmatien. Oesterr. Riviera. Triest – Zara – Sebenico – Spalato – Traù – Ragusa – Die Bocche di Cattaro. Curzola – Lesina – Arbe. Der Quarnero. (1912)
- Band 28. Joseph August Lux: Donaufahrt. Passau – Linz – Grein. Melk – Krems – Wien. (1912)
- Band 29. Franz Brosch: Salzkammergut. Salzburg – Ischl – Aussee – Selzthal. Ischl – Gmunden – Attnang. (1912)
- Band 30. Josef Ernst Langhans: Karwendelbahn. München – Starnberg – Murnau – Garmisch-Partenkirchen – Mittenwald – Innsbruck. Murnau – Oberammergau. (1912)
- Band 31. Konrad Guenther: Ceylonfahrt. Genua – Neapel – Port Said – Sues – Aden – Colombo und die Bahnlinien auf Ceylon. (1913)
- Band 32. Hermann Behrmann: Berner Alpenbahn. Bern – Thun – Kandersteg – Lötschberg – Brig – Simplon – Domodossola. (1913)
- Band 33. Waldemar Perker: Frankfurt a.M. – Bad Nauheim – Gießen – Wetzlar – Siegen – Hagen – Witten – Essen. (1913)
- Band 34. Hans Grimm: Afrikafahrt West. Hamburg – Deutsch-Südwest – Kapstadt über Madeira und die Kanarien. Hamburg – Antwerpen – Boulogne und Southampton. (1913)
- Band 35. Joseph August Lux: Berlin – Wittenberg – Bitterfeld – Leipzig – Altenburg – Plauen – Bad Elster. (1913)
- Band 36. Josef Ernst Langhans: Über das Stilfserjoch. Landeck – Prutz – Hochfinstermünz – Mals – Spondinig – Gomagoi – Trafoi – Stilfserjoch – Bormio. (1913)
- Band 37. Josef Ernst Langhans: Ins Ortlergebiet. Meran – Naturns – Schnalstal. Schlanders – Laas – Spondini. Gomagoi – Sulden – Ortlet. (1913)
- Band 38. Hermann Behrmann: Le Chemin de fer des Alpes bernoises. Berne – Thoune – Kandersteg – Loetschberg – Brigue – Simplon – Domodossola. (1913)
- Band 39. Franz Brosch: Linz – Selzthal – Klagenfurt – Triest. Pyhrnbahn, Karawankenbahn, Wocheiner- u. Karstbahn. (1913)
- Band 40. Erich Koerner: Die Westalpenstraße (La Route des Alpes). Evian – Nizza; Vom Mittelmeer zum Genfer See. (1913)
- Band 41. Georg Wolff: Frankfurt a.M. und seine Umgebung in vor- und frühgeschichtlicher Zeit. Höchst – Frankfurt – Hanau – Heddernheim – Saalburg. (1913)
- Band 42. Georg Greim, Mathilde Greim: Corsica. (1914)
- Band 43. Otto Goebel: Über Sibirien nach Ostasien. St. Petersburg u. Moskau. Tscheljabinsk – Mandschuria. Wladiwostok und Dairen. (1914)
- Band 44. Else Züblin-Spiller: Über die Bernina nach Mailand. St. Moritz – Schuls – Tarasp. St. Moritz – Bernina – Tirano. Bormio – Tirano. Tirano – Comersee – Mailand. (1914)
- Band 45. Hermann Behrmann: Nach Zermatt. Gornergrat. Saas Fee. (1914)
- Band 46. Fritz Gränitz: Unterfränkische Städte. Mainstädte, Streifzüge nördlich vom Main, Streifzüge südlich vom Main. (1914)